# Barakaldo CF
Barakaldo Club de Fútbol – hiszpański klub piłkarski, grający obecnie w Segunda División B mający siedzibę w mieście Barakaldo leżącym w Kraju Basków. Został założony w 1917. Swoje mecze rozgrywa na Estadio Nuevo Lasesarre, który może pomieścić 7 960 widzów.

## Sezony
- 2000/2001: Segunda División B 12. miejsce
- 2001/2002: Segunda División B 1. miejsce
- 2002/2003: Segunda División B 2. miejsce
- 2003/2004: Segunda División B 14. miejsce
- 2004/2005: Segunda División B 7. miejsce
- 2005/2006: Segunda División B 15. miejsce
- 2006/2007: Segunda División B 6. miejsce
- 2007/2008: Segunda División B 4. miejsce
- 2008/2009: Segunda División B 10. miejsce
- 2009/2010: Segunda División B 11. miejsce
- 2010/2011: Segunda División B 20. miejsce
- 2011/2012: Tercera División 2. miejsce
- 2012/2013: Segunda División B 5. miejsce
- 2013/2014: Segunda División B
- 30 sezonów w Segunda División
- 28 sezony w Segunda División B
- 23 sezony w Tercera División